# Jean qui grogne et Jean qui rit

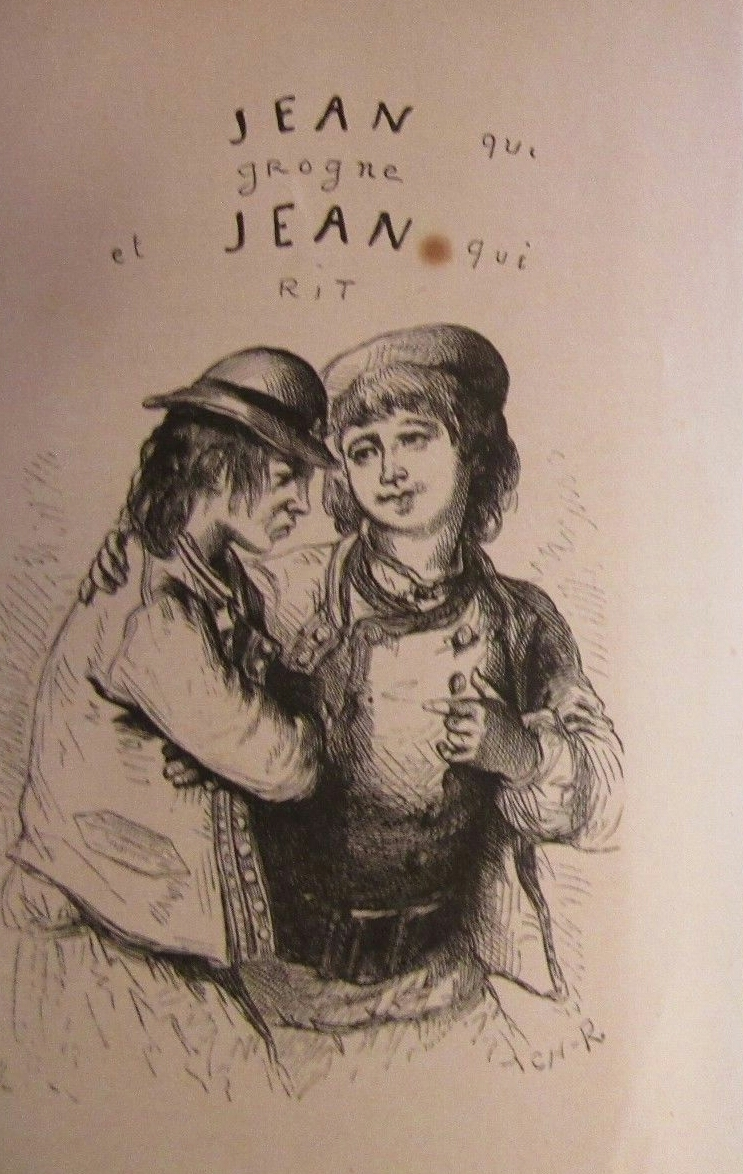
Jean qui grogne et Jean qui rit, Illustration von Castelli

Jean qui grogne et Jean qui rit (deutsch: Der murrende Jean und der lachende Jean) ist ein literarisches Werk der französischen Schriftstellerin Sophie de Ségur. Es erschien im Jahr 1865 und schildert im auktorialen Erzählstil die Abenteuer und Erlebnisse zweier Cousins mit völlig gegensätzlichen Charakteren. Jean, der immer fröhlich gelaunt ist und mit seiner jovialen, freundlichen und aufrichtigen Art bei allen große Sympathie findet, und Jeannot, der immer ein grimmiges Gesicht macht, über alles schimpft, stets unzufrieden ist und sich vom Pech verfolgt fühlt. Die Geschichte beschreibt auf anschauliche Weise, wie die Wesensart eines Menschen dessen Erfolg oder Misserfolg im Leben bestimmt. 

## Handlung
Jean, der mit seiner verwitweten Mutter Hélène in einem kleinen Bauernhaus in der Bretagne lebt, verlässt kurz vor seinem vierzehnten Geburtstag sein Elternhaus, da ihn die Mutter nicht mehr ernähren kann. Er macht sich zu Fuß auf den weiten Weg zu seinem großen Bruder Simon, der in Paris eine Anstellung als Kellner gefunden hat, um auch dort eine Arbeit zu finden. Er wird von seinem gleichaltrigen Cousin Jeannot begleitet, der aus dem gleichen Grund seine Tante, bei der er aufwuchs, verlassen muss. Auf der Reise erleben die Jugendlichen mehrere Abenteuer und lernen dabei den Bauern Kersac und den wohlhabenden Künstler Monsieur Abel kennen, die für ihren weiteren Lebensweg von entscheidender Bedeutung sind.

## Kritik
Die Erzählung wirkt, besonders im zweiten Teil, sehr moralisierend. Sie widerspiegelt die religiösen Ansichten der Autorin, die stark von der christlichen Ethik geprägt sind. 